# 1ste Aruba-moskee
De 1ste Aruba-moskee is een moskee in het dorp Savaneta in het zuiden van het overzeese eiland Aruba. Het is de eerste moskee van de kleine moslimgemeenschap op Aruba. De bouw werd gefinancierd door donaties van verschillende landen. De lokale moslims hielpen actief mee met de bouw van de moskee. De moskee bevat één koepel en twee minaretten.
Het grenst aan de natuurpark Arikok. Aan de achterkant zit het tegen de begraafplaats van Sabana Basora aan.